# Onikan Stadium
L'Onikan Stadium est un stade de football situé à Lagos.
Ce stade de 5 000 places, qui est le plus vieux du pays, accueille notamment les matches à domicile du Stationery Stores Football Club et du Julius Berger Football Club.